# Ƴ
Ƴ (minúsculo: ƴ) é uma letra do alfabeto latino formada por Y com a adição do diacrítico gancho. Ela é usada em algumas línguas africanas como fula e hauçá para representar a pausa /ʔʲ/ (Alfabeto fonético internacional).
O posicionamento do gancho varia para a letra maiúscula. As tabelas Unicode originais mostravam à esquerda, enquanto a maioria dos usos na África mostrava à direita, assim como refletido do alfabeto africano de referência (em 1978). Uma representação alternativa do som é feita por ʼy.